# Love You (The Beach Boys)
| Recensione                    | Giudizio |
| ----------------------------- | -------- |
| AllMusic                      | [ 1 ]    |
| Blender                       | [ 2 ]    |
| Christgau's Record Guide      | A        |
| Entertainment Weekly          | A        |
| Encyclopedia of Popular Music | [ 5 ]    |
| MusicHound                    | 4/5      |
| Pitchfork                     | 7.8/10   |
| The Rolling Stone Album Guide | [ 7 ]    |
| Piero Scaruffi                | 6/10     |

Love You (conosciuto anche come The Beach Boys Love You) è il ventunesimo album in studio del gruppo musicale statunitense The Beach Boys, pubblicato nel 1977.

## Descrizione

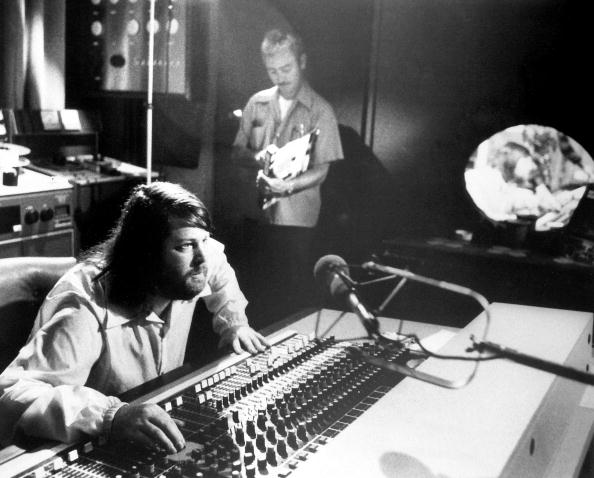
Brian Wilson produsse 15 Big Ones ai Brother Studios all'inizio del 1976, mesi prima della registrazione effettiva dell'album

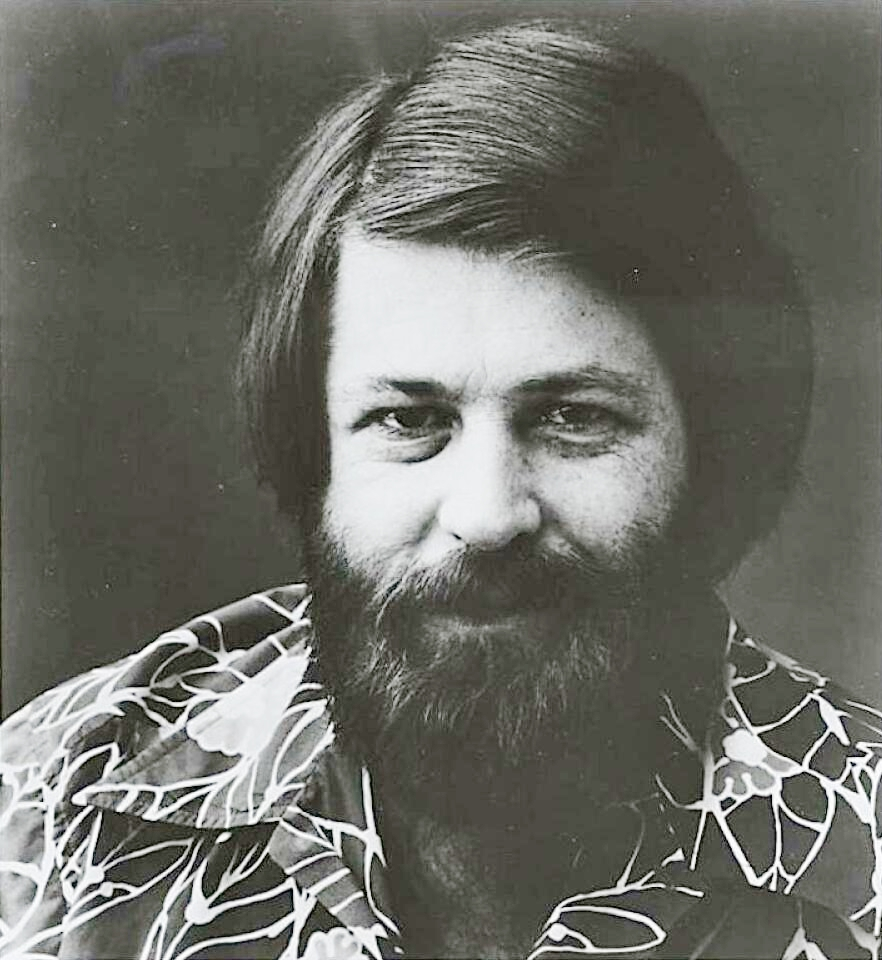
Brian Wilson nel 1979

Quasi interamente scritto ed eseguito dal solo Brian Wilson, l'album ha ampiamente diviso critica e pubblico sin dalla sua prima pubblicazione. Alcuni reputano il disco, che originariamente avrebbe dovuto intitolarsi Brian Wilson Loves You ed essere un album solista dello stesso Wilson, come il ritorno ufficiale alla sua migliore forma artistica sin dai tempi degli anni sessanta, mentre altri invece pensano che l'album sia l'opera dove Wilson perse definitivamente l'abilità di produrre e cantare a livello professionale. Fu nel corso delle sessioni di lavorazione per questo LP che Wilson fece la sua celebre apparizione al Saturday Night Live la sera del 27 novembre, eseguendo dal vivo in solitaria al pianoforte il brano Love Is a Woman in maniera vocalmente incerta.
Non propriamente tutte le canzoni sul disco erano nuove composizioni, alcune erano state scritte durante il periodo delle sessioni per l'album 15 Big Ones; Good Time risaliva addirittura ai tempi di Sunflower del 1970, e Ding Dang, composta insieme all'ex leader dei Byrds Roger McGuinn era stata già incisa a fine 1973. L'inclusione di Good Time è particolarmente anomala perché, a differenza del restante materiale presente in Love You, include una performance vocale da parte di Wilson all'altezza dei vecchi tempi, e cioè prima che la voce gli si rovinasse a causa del forte consumo di tabacco e cocaina nel periodo 1973-75.
Considerato da alcuni come l'ultimo vero grande album dei Beach Boys, Love You è un'opera di difficile assimilazione e giudizio per un ascoltatore occasionale. Pubblicato appena dopo l'annuncio della firma del nuovo contratto che la band aveva stipulato con la CBS Records (ora Sony Music), la Reprise Records fece molta poca promozione al disco, e con l'avvento della disco music e del punk, l'appeal commerciale dei Beach Boys calò nuovamente a picco. L'album raggiunse la cinquantatreesima posizione in classifica negli Stati Uniti, e la ventottesima in Gran Bretagna, senza riscuotere particolari attenzioni. Tuttavia, con il passare degli anni, l'opera si è ritagliata una consistente nicchia di ammiratori. Peter Buck dei R.E.M. dichiarò che Love You è il suo album preferito dei Beach Boys nelle note interne della ristampa in CD dell'album.
Attualmente Love You è disponibile in formato CD in abbinamento con 15 Big Ones.

### Origine
Dopo un periodo di semi-inattività, alla fine del 1975, Wilson andò in cura dallo psicologo Eugene Landy e si sottopose alla sua radicale terapia 24 ore su 24. Come paziente di Landy, divenne più stabile e socialmente coinvolto, e la sua creatività rifiorì ancora una volta. Durante la seconda metà del 1976, per la prima volta dal 1964, Wilson tornò ad essere un membro fisso della formazione in tournée della band.
Il precedente album del gruppo, 15 Big Ones, costituito in eguale misura da cover e brani originali, era stato accolto in maniera insoddisfacente da critica e pubblico. In un'intervista dell'epoca, Wilson riconobbe che l'album non era "niente di troppo profondo", ma promise che la prossima uscita della band sarebbe stata "un capolavoro" alla pari di Good Vibrations (1966). Un anno dopo, dichiarò di aver scritto circa 28 nuove canzoni per il nuovo album.
Tra luglio e agosto 1976, Wilson raggiunse gli altri membri della band in tour negli Stati Uniti, dopo di che produsse una vasta raccolta di registrazioni in studio, in gran parte da solo mentre gli altri Beach Boys erano impegnati con i loro affari personali e artistici. Dennis Wilson lavorò al suo album solista di debutto Pacific Ocean Blue (1977), Carl Wilson produsse Beached di Ricci Martin (1977), Mike Love si concentrò sulla meditazione trascendentale, e Al Jardine trascorse del tempo in famiglia. Landy venne licenziato come psicologo di Brian all'inizio di dicembre, a causa di preoccupazioni relative ai suoi aumenti di compensi e ai controversi metodi terapeutici di trattamento.
All'epoca, Wilson aveva preso in considerazione l'idea di pubblicare il nuovo materiale a suo nome. Quando, in un'intervista del dicembre 1976, gli fu chiesto cosa ne pensasse di una carriera da solista, Brian rispose che gli sarebbe piaciuto pubblicare un album solista, ma che non voleva affrontare le politiche interne alla band che sarebbero derivate dalla sua scelta di diventare solista. Egli disse: «Loro vogliono tenere il materiale anche per i Beach Boys». Più avanti nell'intervista, osservò che aveva recentemente lasciato temporaneamente la band, citando il desiderio di avere "libertà" e "di fare il suo album", ed era indeciso se rimanere come loro produttore o invece intraprendere una vera e propria carriera da solista.

### Produzione e stile
Love You fu registrato in gran parte nell'ottobre e nel novembre del 1976 presso i Brother Studios della band a Santa Monica, California. Le registrazioni demo, in cui Wilson presentava in anteprima le sue nuove canzoni ai compagni di band, furono registrate durante una sessione ai Brother Studios nell'autunno del 1976. I brani demo erano Airplane, I'll Bet He's Nice, It's Over Now, Let's Put Our Hearts Together, Love Is a Woman, Little Children, Mona e Still I Dream of It. Nel 2021 cinque di questi nastri sono stati ufficialmente pubblicati come download digitale sul sito web di Brian Wilson.
Le sessioni di Love You segnarono la prima volta che a Brian fu data carta bianca su un nuovo album dei Beach Boys fin dalle sessioni di Smile nel 1967. Egli scrisse quasi l'intero album e suonò quasi tutti gli strumenti, comprese tastiere, sintetizzatori e batteria. Carl e Dennis contribuirono con qualche strumentazione, mentre Jardine e Love furono raramente presenti alle sessioni, e alla fine ogni membro della band cantò diverse parti soliste. Secondo il biografo Peter Ames Carlin, "era essenzialmente l'album solista di [Brian]", mentre il biografo Christian Matijas-Mecca concordò sul fatto che si trattasse effettivamente di "un album solista di Brian Wilson con solo brevi contributi da parte degli altri membri della band che aggiunsero le loro parti dopo che la maggior parte del lavoro era stata già completata." Al contrario, Jardine disse: «In un certo senso, [Love You] è stato l'omaggio di Carl a Brian. [...] Carl voleva che Brian si sentisse apprezzato. È stato lui a contribuire maggiormente a quell'album, lui e Dennis, rendendo omaggio al fratello».

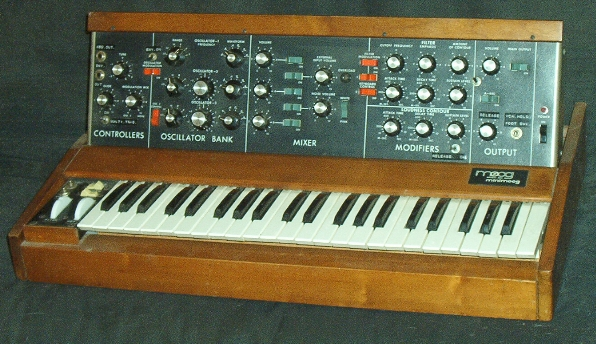
Sintetizzatori come il Minimoog furono ampiamente impiegati in Love You

Confrontando i suoi precedenti dischi, dove erano presenti orchestre di strumenti organici, qui sono i suoni elettronici che pervadono Love You, con Brian più dipendente dal sintetizzatore Moog di quanto non lo fosse stato in 15 Big Ones. Tutte le linee di basso furono eseguite da lui stesso con sintetizzatori ARP e Moog. Il biografo Mark Dillon ha attribuito il "suono bizzarro" del disco direttamente all'uso di questi strumenti da parte di Wilson. Wilson affermò che il massiccio uso dei sintetizzatori fu in parte influenzato da Switched-On Bach di Wendy Carlos (1969).

### Tematiche
La prima facciata dell'album è caratterizzata da canzoni movimentate, mentre la seconda contiene canzoni che riflettono una prospettiva più adulta. I testi dei brani spaziano dal flusso di coscienza di Wilson (come in Solar System) alle preoccupazioni degli adolescenti (infatuazioni tra compagni di scuola e fraternizzare con la famiglia della propria ragazza). Wilson aveva scelto questa direzione perché credeva che questo fosse il tipo di testi che i fan volevano dai Beach Boys. Inoltre, volle inserire nei testi degli omaggi alla moglie, alle figlie e all'amante, come anche ai suoi idoli Phil Spector e Johnny Carson.
Rispetto a 15 Big Ones, Wilson aveva dichiarato che avrebbe voluto Love You "più creativo, più originale" e "liricamente molto più interessante." Nella sua autobiografia I Am Brian Wilson del 2016, paragonò l'approccio lirico di Love You a quello di Pet Sounds: «Ho scritto alcune canzoni che parlavano di come mi sentivo quando avevo trent'anni, allo stesso modo in cui Pet Sounds parlava di come mi sentivo quando avevo vent'anni».
Carlin caratterizzò l'effetto totale come una riformulazione dei temi dei successi passati dei Beach Boys attraverso la prospettiva adulta "deformata" di Wilson, così come "un tour attraverso lo specchio deformante incrinato della [sua] immaginazione". Lo scrittore Mark Dillon riconobbe che, data l'età dei membri della band, il fatto che "cantassero queste canzoncine adolescenziali rendeva le melodie un po' inquietanti". Stebbins riteneva che l'album "rivelasse più di quanto l'ascoltatore volesse sapere", contenendo canzoni con "sfumature inquietanti e pedofile" come Roller Skating Child e I Wanna Pick You Up. Secondo il biografo Timothy White, l'album era un "ritratto di un uomo che cercava di ridefinire la sua personalità in frantumi".

### Brani
Let Us Go On This Way è una canzone rock nella quale il narratore, un ragazzo, dichiara alla sua donna dei desideri: «To get you babe, I went through the ringer / ain't gonna let you slip through my finger» ("Per averti, tesoro, ho fatto un sacco di tentativi / Non ti lascerò sfuggire dalle mie dita"), seguito da una supplica a Dio di "lasciarci proseguire su questa strada". Wilson ha detto di aver scritto la canzone insieme a Mike Love quando si accorsero che il resto dell'album suonava troppo "lento e avevano bisogno di qualcosa di più ritmato".
Roller Skating Child riprende la tematica di Let Us Go On This Way ma da una prospettiva "più adulta che la faceva sembrare una sorta di interpretazione musicale del romanzo Lolita di Vladimir Nabokov, completo di vivide descrizioni di sessualità adolescenziale, genitorialità negligente [e] fughe da casa alimentate dalla lussuria". Wilson disse che la canzone era un tributo alle sue figlie Carnie e Wendy. Egli chiarì: «Carnie in realtà pattina sul ghiaccio, ma io l'ho chiamata "la bambina sui pattini a rotelle con un nastro tra i capelli". Spesso andiamo tutti su una pista di pattinaggio a Santa Monica».
Mona è una canzone d'amore in stile anni cinquanta costituita da soli quattro accordi. Il testo parla di alcune delle canzoni preferite di Wilson tra quelle di Phil Spector, incluse le sue produzioni del 1963 di Da Doo Ron Ron per le Crystals e Be My Baby per le Ronettes.

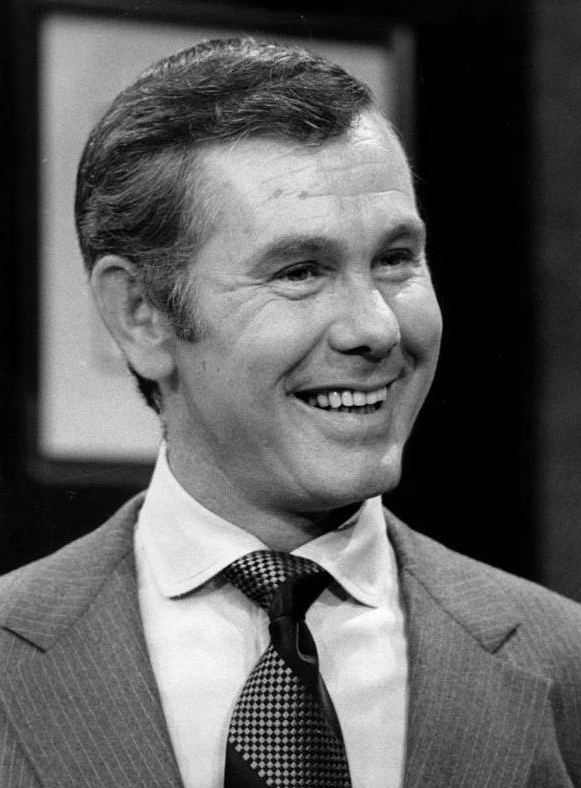
Love You include un omaggio al celebre conduttore di talk show Johnny Carson

In maniera simile Johnny Carson esprime l'ammirazione di Brian Wilson per l'omonimo conduttore del The Tonight Show. 
Carlin si riferisce al brano come al "punto cardine" dell'album, quello che "separa il normale dal bizzarro".
Good Time è una canzone su un uomo che racconta delle sue varie conquiste amorose: «Maybe it won't last but what do we care / My baby and I just want a good time» ("Forse non durerà, ma cosa ci importa? / Io e la mia piccola vogliamo solo divertirci"). Il brano era già stato pubblicato, anche se con una traccia vocale diversa, come secondo singolo della band American Spring estratto dal loro album Spring del 1972, che era stato prodotto da Wilson. Wilson spiegò di avere riciclato la canzone per Love You perché non voleva che essa sparisse nell'oblio.
Honkin' Down the Highway è un brano rock and roll su un uomo che si sta recando in auto da una donna su richiesta del padre, per ufficializzare un fidanzamento. Wilson raccontò che il tema della guida in autostrada gli era stato ispirato dalla musica country. Una versione leggermente tagliata del pezzo, nel quale l'introduzione di batteria venne eliminata, fu pubblicata come singolo estratto dall'album.
Ding Dang è un pezzo breve, composto da un singolo verso e ritornello, che Wilson aveva scritto con Roger McGuinn dei Byrds nei primi anni '70. Wilson aveva registrato e rielaborato la canzone in studio svariate volte nel corso degli anni settanta, e Mankey notò che "tutti quelli che si presentarono [alle sessioni di Love You] furono sottoposti all'ascolto di Ding Dang, inesorabilmente". La traccia apparve sull'album con una durata inferiore a un minuto, praticamente inalterata rispetto a come Wilson e McGuinn l'avevano originariamente lasciata.
Solar System è un brano simile a una filastrocca, scritto dal solo Brian Wilson al pianoforte, che parla del sistema solare. Nella canzone, il narratore chiede: «What do the planets mean? / And have you ever seen / sunrise in the mornin'? / It shined when you were born» ("Cosa significano i pianeti? / E hai mai visto / l'alba al mattino? / Brillava quando sei nato"). Così il celebre critico rock Robert Christgau si riferì al brano recensendo l'album Love You: "[...] trovo assurda la canzoncina sull'astrologia, Solar System, impossibile da ascoltare. Per quanto riguarda il testo, beh, le parole sono spesso abbastanza sciocche, ma anche (e soprattutto), essendo state progettate per rivolgersi a qualunque Brian immagini essere il pubblico rock, rivelano molto di più sull'artista della maggior parte dei testi degli altri autori. E questo artista è un caso molto interessante".
The Night Was So Young, secondo Carlin, rivela un elevato tasso di "tradizionali sfumature di autocommiserazione, gelosia e solitudine". La canzone fu scritta circa l'amante di Wilson, Debbie Keil, e sulle sue visite notturne a casa sua.
I'll Bet He's Nice, che è in una vena simile a The Night Was So Young, presenta la voce solista condivisa tra i tre fratelli Wilson, con Brian e Dennis nelle strofe e Carl nella sezione mediana.
Let's Put Our Hearts Together è un duetto tra Wilson e la sua prima moglie Marilyn. Nel brano, i due discutono delle insicurezze che provano l'uno per l'altra prima di riunirsi per "vedere cosa possiamo escogitare tra noi". Wilson raccontò di aver arruolato Marilyn come cantante perché aveva inavvertitamente composto la canzone in una tonalità al di fuori della sua estensione vocale.
I Wanna Pick You Up, nella descrizione di Carlin, riguarda un "oggetto del desiderio" che è "o un bambino sessualizzato in maniera inquietante o un adulto reso infantile in modo sconcertante". Alla fine della canzone, il cantante istruisce l'ascoltatore a "farle tò-tò sul culetto" quando questa si è addormentata [...] («Pat, pat, pat her on her butt, butt / She's gone to sleep, be quiet»). Wilson spiegò che il testo parla di un uomo che finge che una donna sia "piccola come una bambina" e che "vuole davvero prenderla in braccio!"
Airplane è una canzone d'amore scritta dal punto di vista di qualcuno che sta volando su un aereo.
Love Is a Woman conclude l'album con una traccia strumentale di sassofoni e flauti. A proposito del brano, Wilson scrisse: «Riguarda tutti, qualsiasi cosa, di come vanno le cose. È l'idea che una donna sia amore. Anche un bambino è amore, ovviamente. È solo un'esperienza, capisci? Love Is a Baby ("L'amore è un bambino") sarebbe stato un titolo migliore».

### Copertina e titolo
Originariamente Wilson avrebbe voluto intitolare l'album Brian Loves You, con la parola "you" riferita ai fan della band. Per rendere l'album un po' più democratico, il titolo fu poi cambiato in The Beach Boys Love You. A testimonianza del nuovo titolo, la copertina interna includeva una dedica a Wilson da parte dei suoi compagni di band: "To Brian, whom we love with all our hearts...", scritta sotto una sua foto con la moglie Marilyn. Jardine in seguito commentò: «Il titolo di quell'album è davvero The Beach Boys Love Brian».
Dean Torrence disegnò l'illustrazione in copertina, che avrebbe dovuto assomigliare a una coperta Navajo, e aveva suggerito di intitolare l'album Cowabunga, ispirato dalla frase ad effetto del capo indiano Thunderball nello show televisivo per bambini Howdy Doody. Secondo Dillon, la copertina "suggerisce inavvertitamente un giocattolo tipo lavagna luminosa, che si adatta bene allo stupore infantile del contenuto del disco."
Jardine aveva un'opinione sfavorevole della grafica di copertina dell'album: «È un peccato che la copertina dell'album [Love You] sia così brutta. È tutto fatto in casa. Credo che [alla Warner Bros.] pensassero che fosse il nostro ultimo album. Non hanno speso un centesimo per l'album perché sapevano che non saremmo tornati. Hanno usato del cartoncino veramente economico». Tuttavia, Torrence ha sostenuto che fu utilizzata carta costosa per simulare la trama cucita della copertina del disco.

## Pubblicazione

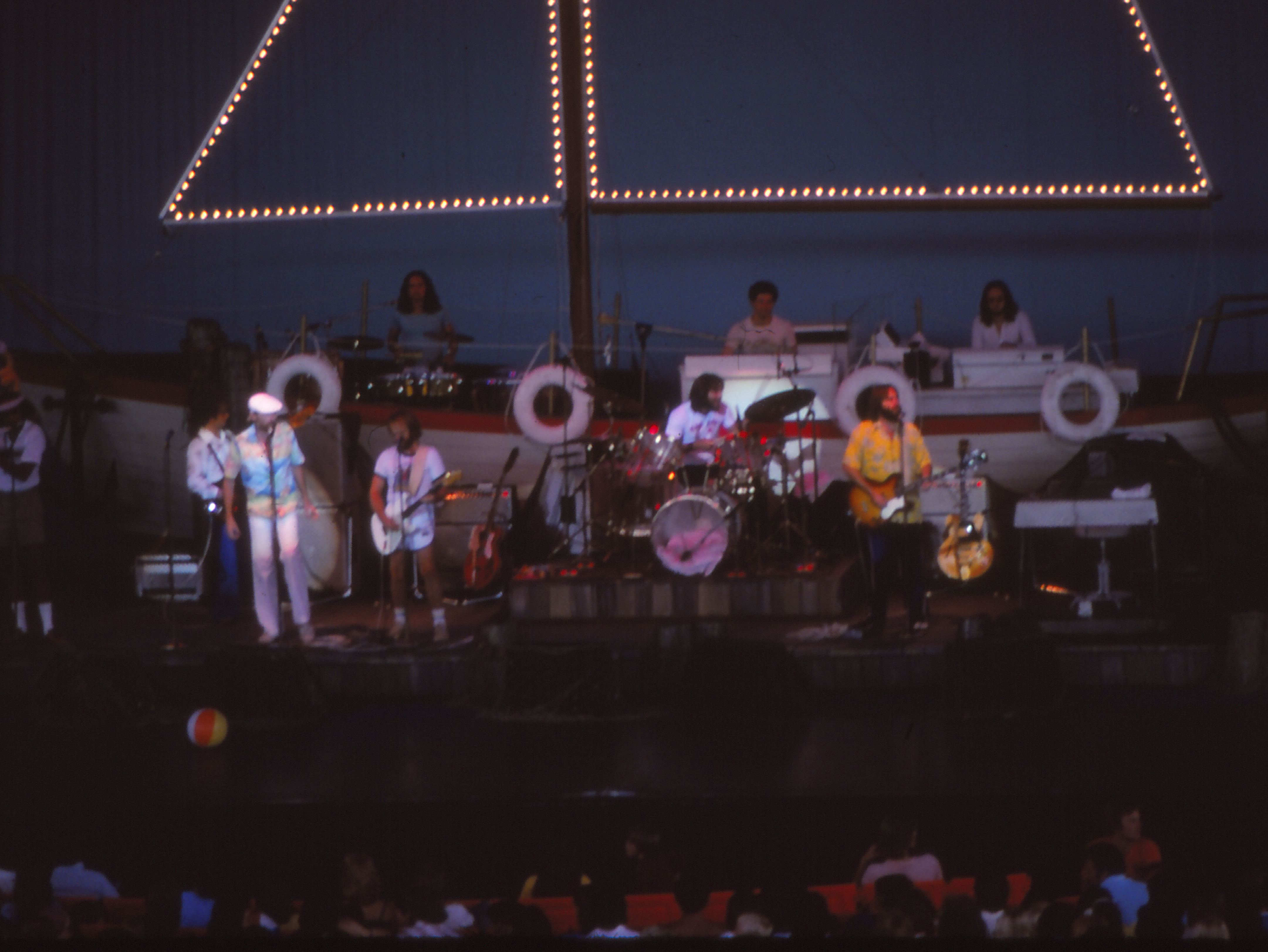
I Beach Boys durante un concerto in Michigan, agosto 1978

Il 27 novembre 1976, Wilson apparve come ospite musicale nello show NBC's Saturday Night, durante il quale eseguì Love Is a Woman, Back Home e Good Vibrations. Si trattò della sua prima apparizione televisiva solista sin da Inside Pop: The Rock Revolution del 1967. Fu il produttore Lorne Michaels a insistere affinché Brian apparisse da solo senza gli altri Beach Boys. Un'altra apparizione da solista al The Mike Douglas Show, che includeva un'intervista con Wilson circa il suo passato consumo di droga, era stata filmata giorni prima, ma non fu trasmessa fino all'8 dicembre.
The Beach Boys Love You fu pubblicato l'11 aprile 1977 e raggiunse la posizione numero 53 nella classifica statunitense Billboard Top LPs & Tape restando in classifica per sette settimane. Un singolo, Honkin' Down the Highway, era stato pubblicato svariate settimane prima ma non riuscì ad entrare in classifica.
Love You fu accolto in modo discordante dal pubblico (alcuni ascoltatori trovarono l'album bizzarro e infantile), ma ricevette recensioni quasi unanimemente positive da parte dei critici musicali. Il disco segnò una "forte spaccatura" tra pubblico e critica, alcuni dei quali videro l'album come un'opera di "eccentrico genio" mentre altri lo liquidarono definendolo "infantile e volgare". Tuttavia, le reazioni della stampa di settore furono generalmente positive.
Da allora, Love You è stato riconosciuto come precursore del synth-pop e della new wave, accumulando un seguito di culto. Un album successivo, Adult/Child, fu completato dal gruppo, ma rimase inedito. Fu l'ultimo album scritto e prodotto da Wilson fino al suo primo LP da solista, Brian Wilson (1988), e il suo ultimo a essere stato creato senza significative interferenze esterne.

## Tracce
Lato 1
1. Let Us Go On This Way (B. Wilson/Mike Love) - 1:58
2. Roller Skating Child (B. Wilson) - 2:17
3. Mona (B. Wilson) - 2:06
4. Johnny Carson (B. Wilson) - 2:47
5. Good Time (B. Wilson/Jardine) - 2:50
6. Honkin' Down the Highway (B. Wilson) - 2:48
7. Ding Dang (B. Wilson/Roger McGuinn) - 0:57

Lato 2
1. Solar System (B. Wilson) - 2:49
2. The Night Was So Young (B. Wilson) - 2:15
3. I'll Bet He's Nice (B. Wilson) - 2:36
4. Let's Put Our Hearts Together (B. Wilson) - 2:14
5. I Wanna Pick You Up (B. Wilson) - 2:39
6. Airplane (B. Wilson) - 3:05
7. Love Is a Woman (B. Wilson) - 2:57

## Formazione
The Beach Boys
- Al Jardine - voce, basso
- Mike Love - voce
- Brian Wilson - voce, pianoforte, organo, clavicembalo, batteria, sintetizzatori
- Carl Wilson - voce, chitarra, ukulele
- Dennis Wilson - voce, batteria

## Outtakes
Svariate canzoni che furono registrate o provate durante le sessioni di Love You furono considerate per l'inclusione nella versione definitiva dell'album, ma scartate alla fine. Tra queste c'erano gli originali That Special Feeling, 11th Bar Blues, Clangin', Hey Little Tomboy, Lazy Lizzie, Sherry She Needs Me, Marilyn Rovell, My Diane, Hey There Momma e We Gotta Groove. Sherry She Needs Me risaliva all'epoca di Summer Days (And Summer Nights!!), con Wilson che sovraincise una nuova parte vocale sulla traccia base del 1965. Lazy Lizzie include una melodia riciclata da Mount Vernon and Fairway (1973). Il biografo David Leaf si riferì 
alla canzone definendola: "una produzione completamente rifinita e un grosso esempio dell'abilità compositiva di Brian."
In aggiunta, Wilson lavorò ad alcune reinterpretazioni di Ruby Baby dei Drifters e You've Lost That Lovin' Feelin' dei Righteous Brothers. Secondo l'archivista della band Alan Boyd, la cover di You've Lost That Lovin' Feelin': «È molto dark e rozza. Possiede quasi una sfumatura punk. [...] Lui [Brian] suona tutti gli strumenti, canta tutte le voci. Tutto fatto in una sola take».
Hey Little Tomboy e My Diane furono completate in seguito per M.I.U. Album (1978). Hey There Momma divenne I Saw Santa (Rockin' Around the Christmas Tree); e fu inclusa nella  compilation Ultimate Christmas del 1998. Sherry She Needs Me e You've Lost That Lovin' Feelin' furono pubblicate nel box set Made in California (2013). 11th Bar Blues, Clangin', Lazy Lizzie, Marilyn Rovell, We Gotta Groove, That Special Feeling e Hey There Momma rimangono ad oggi inedite.